# Sphacelodes haïtiaria
Sphacelodes haïtiaria là một loài bướm đêm trong họ Geometridae.